# بی‌روح (رمان)
بی‌روح (انگلیسی: Soulless) یک رمان عاشقانه ماوراءالطبیعه نوشتهٔ گیل کاریگر است. این رمان در ۱ اکتبر ۲۰۰۹ به چاپ رسید.